# الحمى (شبوة)
الحمى هي إحدى قرى الجمهورية اليمنية. وهي تتبع جغرافيًا لمحافظة شبوة. وإداريًا لمديرية عسيلان. يبلغ تعداد سكانها 2665 نسمة حسب الإحصاء الذي جرى عام 2004.